# Elezioni parlamentari tedesche del 1907

I risultati delle elezioni del Reichstag per collegio elettorale. La numerazione delle circoscrizioni corrisponde a quella della tabella.

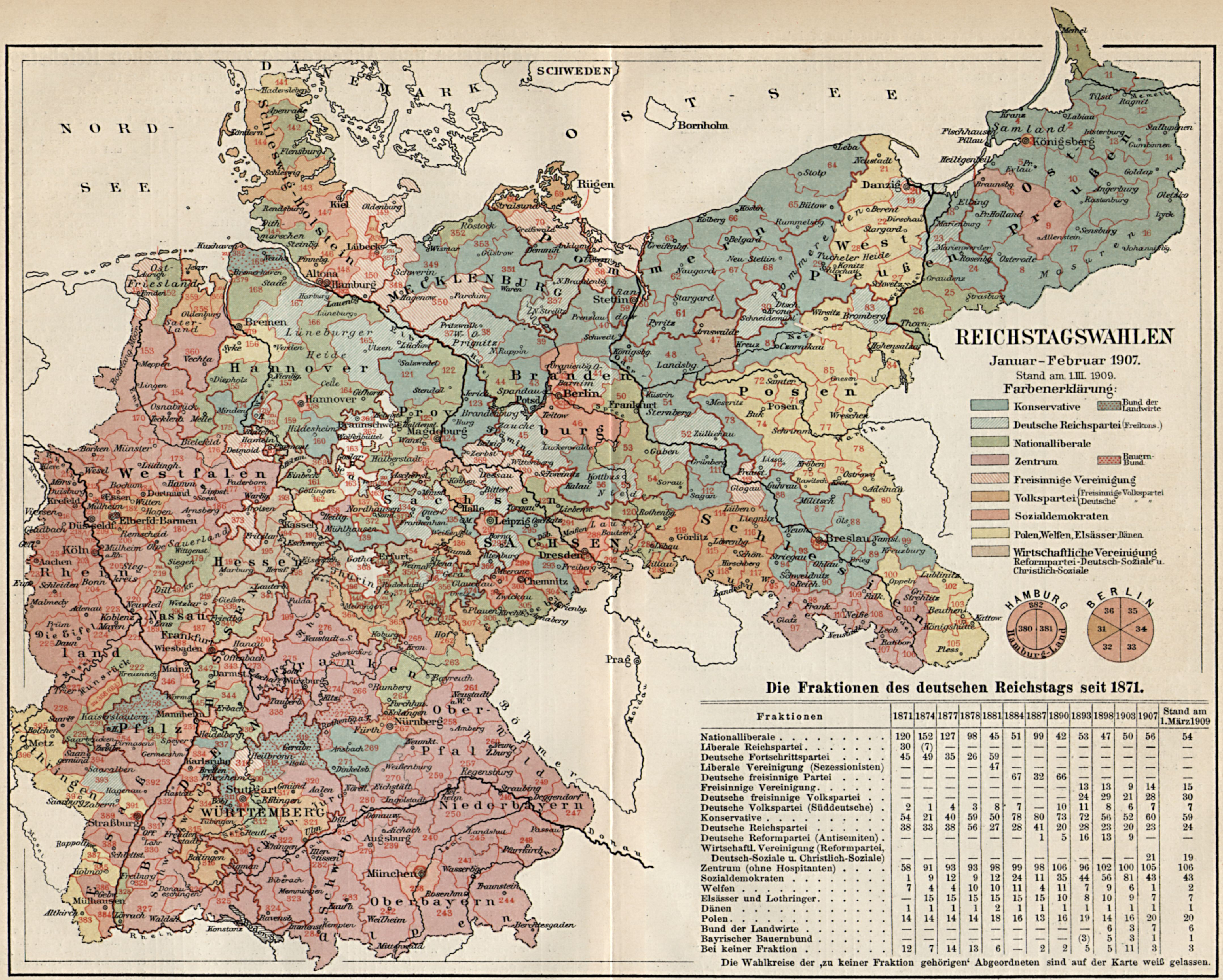
Maggioranze per collegio elettorale in una mappa contemporanea

Le elezioni parlamentari tedesche del 1907 furono le elezioni per il XII Reichstag tedesco. Ebbero luogo il 25 gennaio 1907 e furono chiamate dai contemporanei "elezione ottentotta" o "elezioni ottentotte".

## Contesto storico delle "elezioni Ottentotte"
Queste elezioni furono definite "ottentotte" in quanto causate e segnate per tutta la campagna elettorale dalla guerra degli Herero nella colonia dell'Africa sudoccidentale tedesca e soprattutto dalla relativa rivolta dei Nama. I Nama venivano chiamati "Ottentotti" - un termine dispregiativo già allora. La guerra coloniale in corso, che comportava costi elevati, portò ad una crisi politica in Germania dopo che il 2 agosto 1906 il governo tedesco chiese al Reichstag uno stanziamento ulteriore di 29 milioni di marchi per la guerra nell'Africa sudoccidentale tedesca. Il Partito socialdemocratico tedesco (SPD) in particolare rifiutò di accettare la variazione di bilancio in vista di una guerra spietata con numerose vittime, stimata in circa 20.000 Nama. Inizialmente il governo del Reich aveva cercato di risolvere il conflitto facendo alcune concessioni, successivamente si orientò verso la prosecuzione della guerra coloniale, sostenuto con veemenza dai conservatori e dai nazional-liberali. Il gruppo parlamentare del Centro guidato dal parlamentare Matthias Erzberger, che criticò aspramente le ingenti spese ed argomentò contro le guerre coloniali, respinse il bilancio suppletivo, anche contro la volontà di alcuni suoi membri. In aula il 13 dicembre la proposta del governo non passò: 177 voti contro e 168 a favore del bilancio suppletivo.
Lo stesso giorno, il cancelliere del Reich Bernhard von Bülow fece sciogliere il Reichstag per ordine di Guglielmo II, favorevole nella sostanza a questo passaggio. Una delle ragioni dello scioglimento, considerata non molto importante, consisteva nella crescita delle riserve contro la precedente posizione di forza del Centro, non solo nell'Imperatore, ma anche in gran parte della burocrazia. Bülow, che non condivideva questa posizione e avrebbe voluto continuare ad appoggiarsi al Centro, cedette. Il cancelliere sperava di ripristinare la sua posizione di fiducia con l'imperatore tentando di stabilire una nuova maggioranza politica di governo. Allo stato attuale delle cose, l'unico modo per farlo era quello di riprendere la cooperazione con i vecchi partiti del cartello, i conservatori ed i nazional-liberali, allargati ai liberali di sinistra. Dopo la morte di Eugen Richter, l'anno precedente, era evidente che i liberali di sinistra erano pronti a sostenere il governo. Questa alleanza si realizzò effettivamente e viene generalmente chiamata blocco Bülow. Anche grazie alla mediazione del governo furono presi accordi elettorali tra le parti coinvolte per i ballottaggi che nel frattempo erano diventati consueti.
In vista delle ormai imminenti elezioni, il governo dettò la linea soprattutto con la propaganda a favore di una maggioranza affidabile sulle "questioni nazionali" e sulla lotta contro la socialdemocrazia, osteggiata come nemica della monarchia, della religione e della proprietà, e contro il partito di centro, inaffidabile a livello nazionale. L'obiettivo era di unire i partiti del Cartello e i liberali di sinistra in un blocco nazionale, antisocialista e anticlericale. Tutto ciò venne sostenuto da una nuova Associazione nazionale (Reichsverband) contro la socialdemocrazia.

## Analisi
L'affluenza alle urne fu dell'84,7%, la più alta di tutte le elezioni del Reichstag fino a quel momento. Solo le successive elezioni del Reichstag nel 1912 raggiunsero approssimativamente la stessa affluenza.
L'SPD fu in grado di guadagnare altri 250.000 voti circa rispetto al 1903, confermandosi il partito più forte in termini di voti con un margine sul secondo di dieci punti percentuale, anche se in termini percentuali assoluti subì una flessione a causa dell'alta affluenza. Gli accordi di ballottaggio dei partiti del Cartello, inoltre, hanno aggravato il divario tra voti ricevuti e seggi conquistati dai socialdemocratici. Pertanto, nonostante la sua alta quota di voti, ottenne solo 43 mandati, rispetto agli 81 del 1903, mentre il Centro riuscì a guadagnarne altri (105 invece dei 100 precedenti). In generale i partiti del Cartello ottennero dei piccoli incrementi di mandati, cosa dovuta anche al fatto che non erano più in competizione tra di loro a causa degli accordi pre-elettorali: i due partiti conservatori passarono da 75 a 84 seggi; i Nazional-liberali da 54 a 51. I vantaggi dei liberali di sinistra, invece, furono particolarmente significativi, infatti furono in grado di salire da 36 a 49 rappresentanti. Nel comprello il Cartello, che comprendeva anche alcuni partiti minori e degli indipendenti, ottenne 220 dei 397 seggi.
Da notare anche la buona performance dei candidati polacchi in Alta Slesia, dove vinsero 5 dei 12 collegi elettorali. Ciò in contrasto con tutte le elezioni del Reichstag dal 1871 al 1898, in cui i candidati polacchi non erano mai stati in grado di vincere un mandato, nonostante la popolazione prevalentemente polaccofona. Questo processo politico dei polacchi dell'Alta Slesia avvenne in gran parte a causa della politica linguistica e culturale anti-polacca del governo prussiano (cfr. sciopero della scuola di Wreschen).

## Risultati
| Orientamento Politico  | Orientamento Politico  | Partiti                                    | Partiti | Voti       | Voti   | Voti      | Seggi | Seggi  | Seggi     |
| ---------------------- | ---------------------- | ------------------------------------------ | ------- | ---------- | ------ | --------- | ----- | ------ | --------- |
| Orientamento Politico  | Orientamento Politico  | Partiti                                    | Partiti | in Milioni | %      | Diff.1903 | Seggi | %      | Diff.1903 |
| Conservatori           | Conservatori           | Partito Conservatore Tedesco (DKP)         |         | 1,060      | 9,4 %  | −0,6 %    | 60    | 15,1 % | +6        |
| Conservatori           | Conservatori           | Partito del Reich tedesco (DRP)            |         | 0,472      | 4,2 %  | +0,7 %    | 24    | 6,0 %  | +3        |
| Liberali               | Destra-                | Partito Nazionale Liberale (NLP)           |         | 1,631      | 14,5 % | +0,6 %    | 55    | 13,9 % | +4        |
| Liberali               | Moderati               | Associazione Liberale (FVg)                |         | 0,359      | 3,2 %  | +0,6 %    | 14    | 3,5 %  | +5        |
| Liberali               | Sinistra-              | Partito Popolare Liberale (FVp)            |         | 0,736      | 6,5 %  | +0,8 %    | 28    | 7,1 %  | +7        |
| Liberali               | Sinistra-              | Partito Popolare Tedesco (DtVP)            |         | 0,139      | 1,2 %  | +0,2 %    | 7     | 1,8 %  | +1        |
| Cattolici              | Cattolici              | Partito di Centro Tedesco (Zentrum)        |         | 2,180      | 19,4 % | −0,3 %    | 105   | 26,4 % | +5        |
| Socialisti             | Socialisti             | Partito Socialdemocatico di Germania (SPD) |         | 3,259      | 28,9 % | −2,8 %    | 43    | 10,8 % | −38       |
| Diversi e Indipendenti | Diversi e Indipendenti | Partiti regionali, minoranze1)             |         | 0,651      | 5,8 %  | −0,1 %    | 29    | 7,3 %  | −3        |
| Diversi e Indipendenti | Diversi e Indipendenti | Partiti/alleanze di agricoltori2)          |         | 0,195      | 1,7 %  | −0,7 %    | 9     | 2,3 %  | +1        |
| Diversi e Indipendenti | Diversi e Indipendenti | Partiti antisemiti3)                       |         | 0,353      | 3,1 %  | +0,5 %    | 21    | 5,3 %  | +10       |
| Diversi e Indipendenti | Diversi e Indipendenti | Altri                                      |         | 0,228      | 2,0 %  | +0,9 %    | 2     | 0,5 %  | −1        |
| Totale                 | Totale                 | Totale                                     | Totale  | 11,263     | 100 %  |           | 397   | 100 %  |           |

Osservazioni:
- 1) Seggi (con modifiche dal 1903): Partito Tedesco-Hannoveriano (DHP) 1 (-5), Polacchi 20 (+4), Danesi 1 (±0), Alsazia-Lorena 7 (-2)
- 2) Seggi (con modifica dal 1903): Unione degli agricoltori (BdL) 8 (+4), Unione bavarese degli agricoltori (BB) 1 (−3)
- 3) Seggi (con variazione dal 1903): Partito Sociale Tedesco (DSP) 7 (+4), Partito Riformatore Tedesco (Rif) 6 (±0), Partito Sociale Cristiano (CSP) 3 (+1), altri 5 (+ 5)

## I Gruppi parlamentari del XII Reichstag
Nel XII Reichstag non tutti i rappresentanti aderirono al gruppo parlamentare del loro partito di appartenenza. I parlamentari del BdL Rupp (Bretten), Roesicke (Kaiserslautern) e Hahn (Neuhaus/Oste) si iscrissero al gruppo conservatore tedesco. Il delegato DHP von Olenhusen (Göttingen) si unì al gruppo di centro. I rappresentanti dei socialisti e dei cristiano-sociali tedeschi si unirono ai colleghi del BdL Stauffer (Homburg), Roth (Böblingen), Vogt (Hall) e Vogt (Crailsheim) e ad altri esponenti della destra per formare il gruppo parlamentare dell'Unione economica. All'inizio della XII legislatura i gruppi del Reichstag avevano la seguente composizione:
| Centro                      | 105 |
| Conservatori tedeschi       | 62  |
| Nazional-liberali           | 55  |
| Socialdemocratici           | 43  |
| Partito Popolare Liberale   | 27  |
| Partito del Reich tedesco   | 24  |
| Polacchi                    | 20  |
| Unione Economica            | 19  |
| Associazione Liberale       | 14  |
| Partito Popolare Tedesco    | 7   |
| Partito Riformatore Tedesco | 6   |
| Non Iscritti                | 15  |

Nel corso della legislatura la forza dei singoli gruppi parlamentari è cambiata più volte a causa delle elezioni suppletive e dei cambiamenti dei gruppi parlamentari.

## Storia del XIIReichstag dal 1907 al 1911
Il bilancio suppletivo venne approvato subito dopo le elezioni. Tuttavia il Cancelliere del Reich von Bülow era già pesantemente compromesso dall'affare Daily Telegraph del 1908 ed infine dovette dimettersi nel 1909 quando il blocco di Bülow si spaccò di fronte alla grande riforma finanziaria del Reich: i conservatori, insieme al Centro, ostacolarono la nuova legge sull'imposta di successione. Il successore di Bülow fu Theobald von Bethmann Hollweg.
I tre partiti della sinistra liberale (Partito popolare tedesco, Partito liberale tedesco e Associazione liberale) formarono un gruppo parlamentare comune dal 1908. A causa di ciò e della loro adesione al blocco di Bülow una parte del gruppo vicino a Theodor Barth se ne andò e costituì l'Associazione Democratica, che non ebbe successo. In seguito alla fine del blocco di Bülow i tre partiti citati si unirono definitivamente nel 1910 per fondare il Partito Popolare Progressista, che si sarebbe avvicinato alla socialdemocrazia.